# Hemeroplanes
Hemeroplanes é um gênero de mariposa pertencente à família Sphingidae.

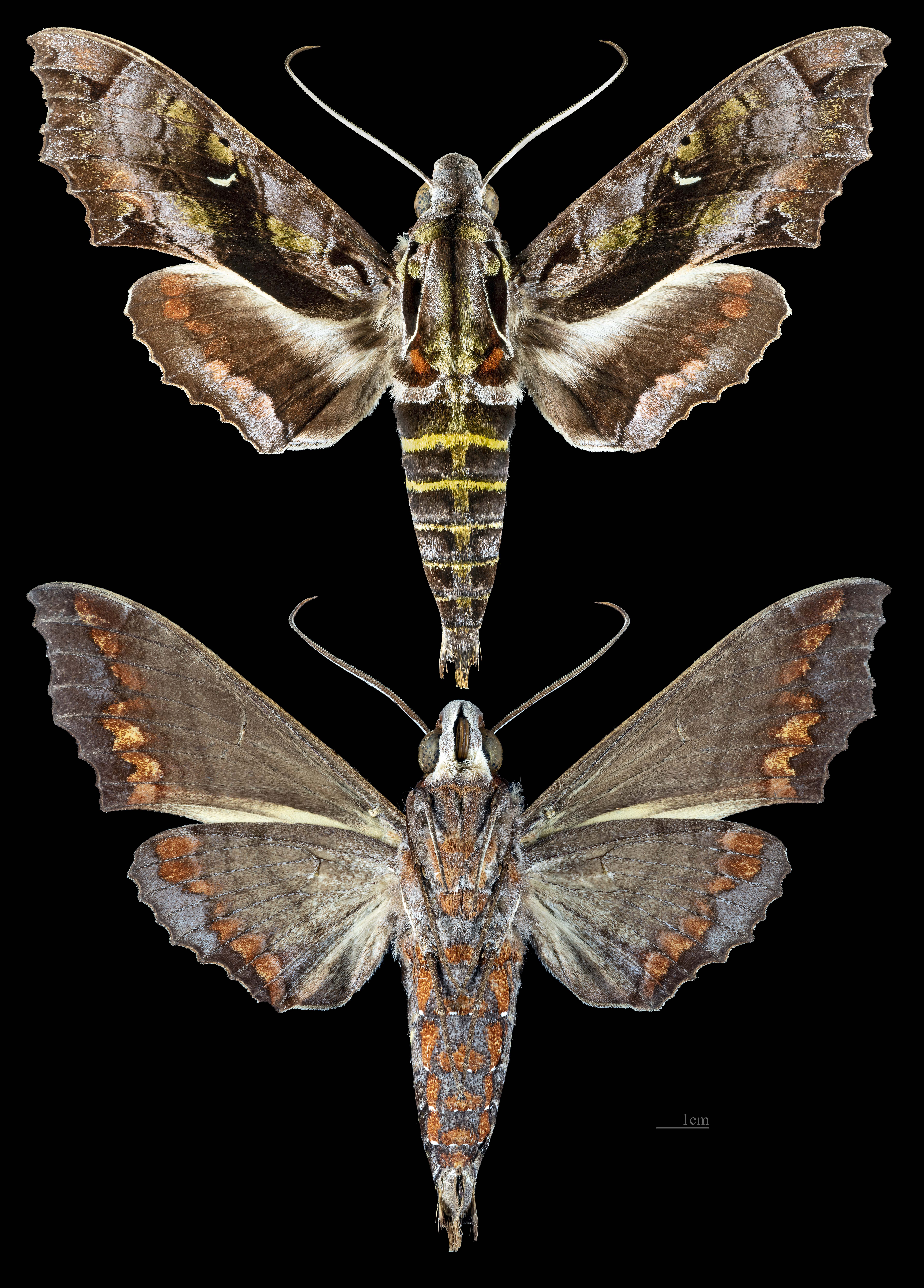
Hemeroplanes diffusa
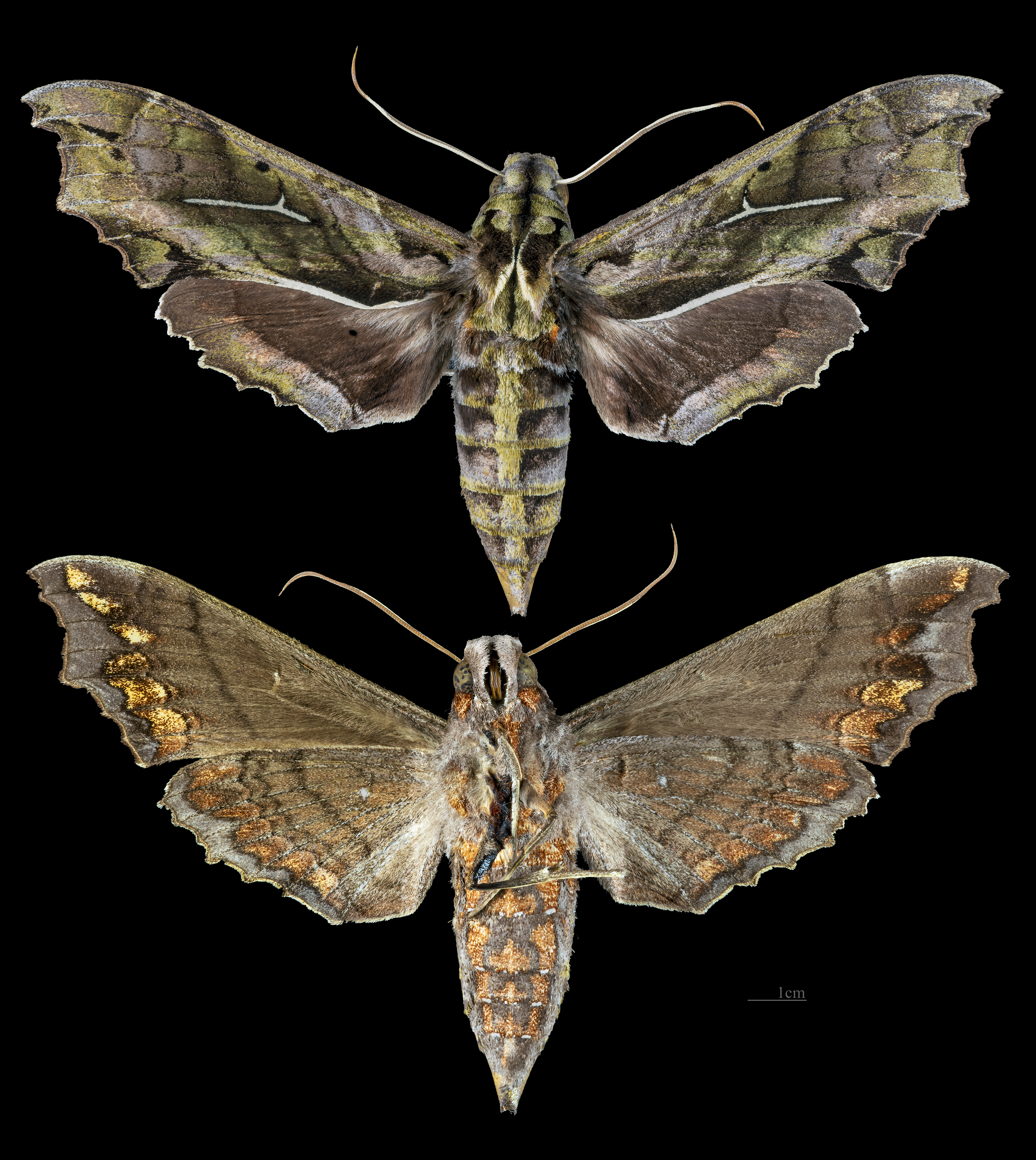
Hemeroplanes longistriga
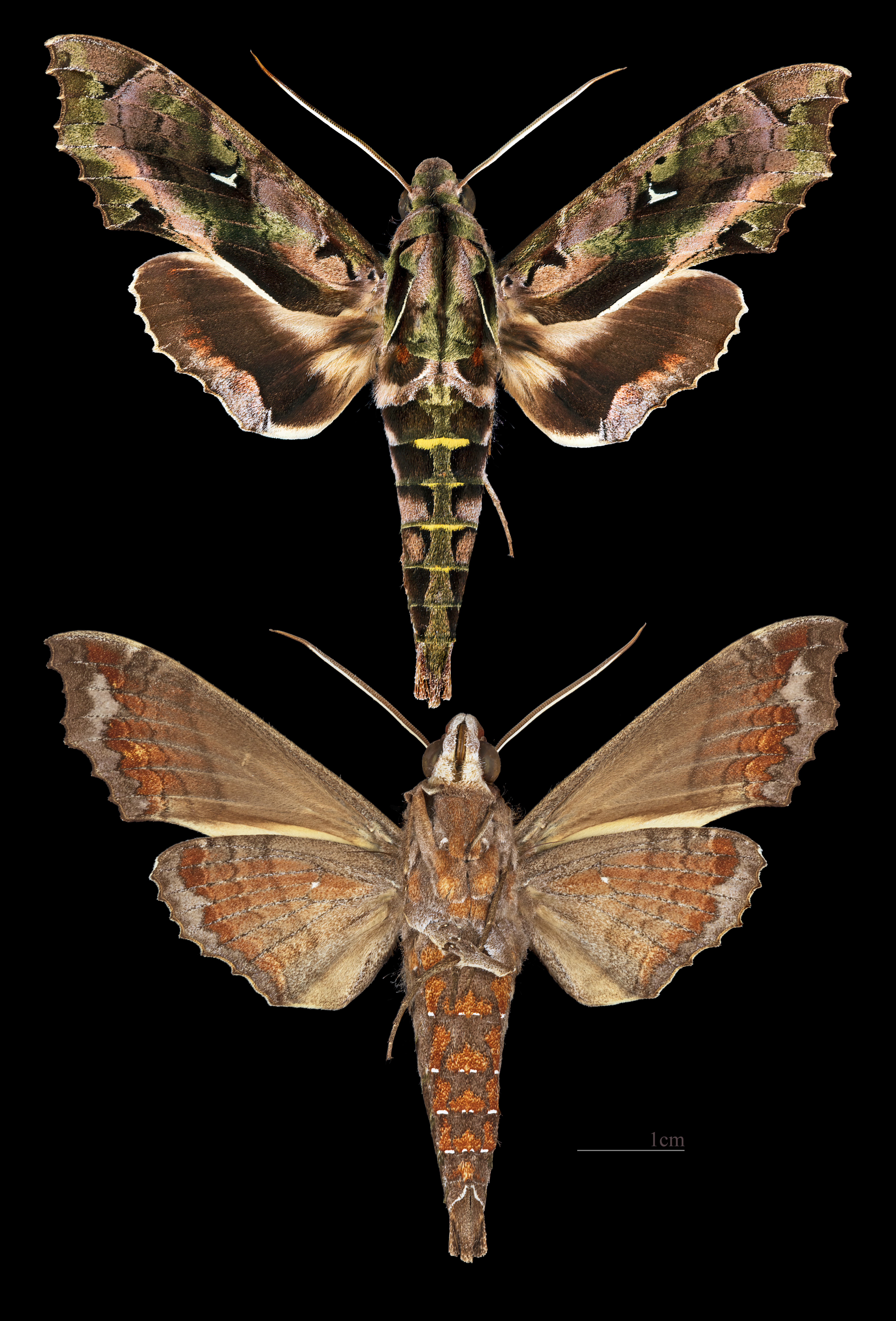
Hemeroplanes ornatus
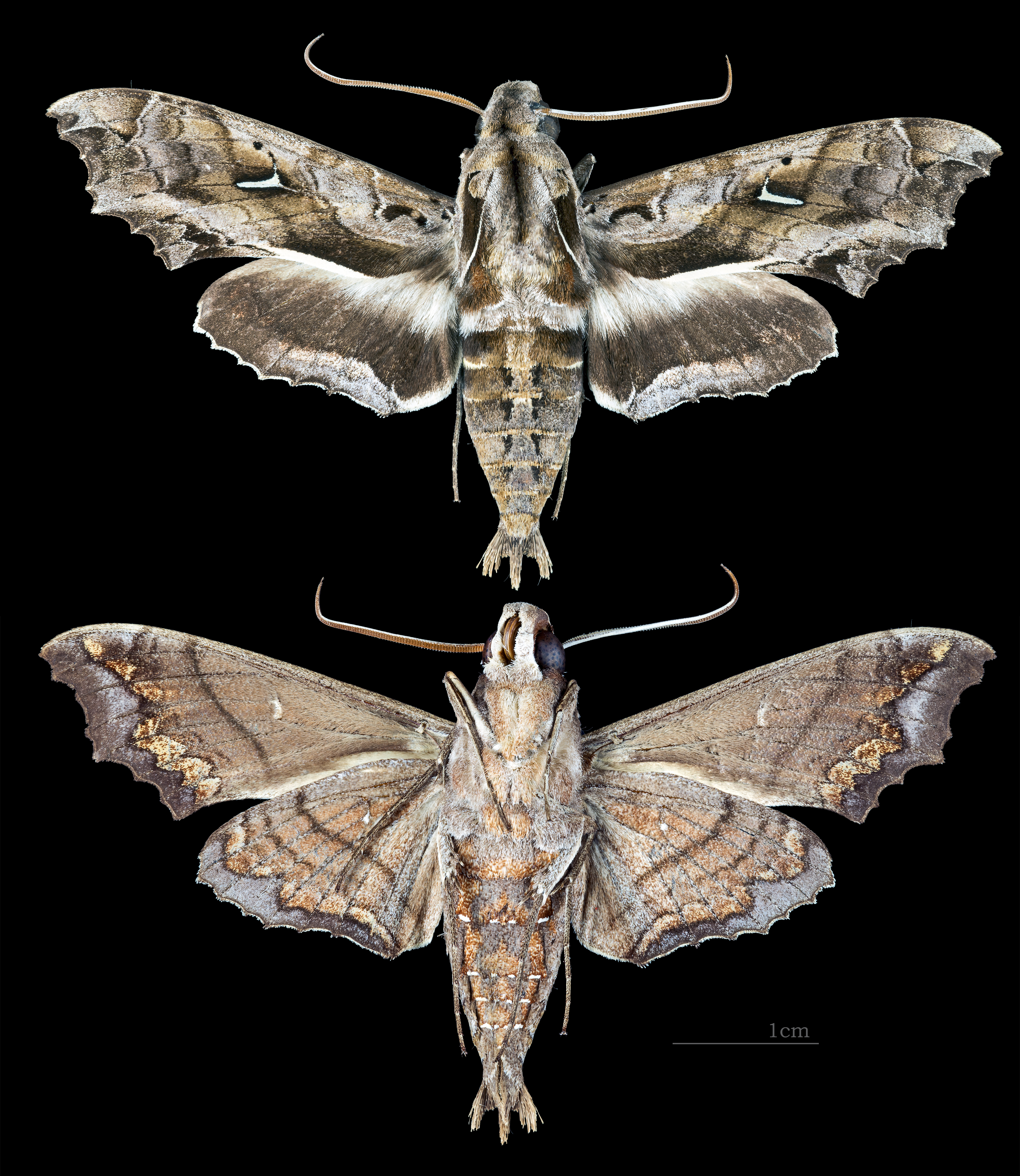
Hemeroplanes triptolemus